# Tetřev
Tetřev – wieża widokowa w Czechach, w Beskidzie Morawsko-Śląskim (powiat Frydek-Mistek), usytuowana na wierzchołku Čerchlaný Beskyd (945 m n.p.m.), który stanowi wschodnie ramię szczytu Wielki Połom (czes. Velký Polom, 1067 m n.p.m.). Sama wieża stoi na wysokości 944 m n.p.m.. Ma dziesięć metrów wysokości, a na platformę widokową prowadzi czterdzieści stopni.

## Historia
Wieża stoi w pobliżu schroniska Kamenná chata na ścieżce grzbietowej prowadzącej na Wielki Połom. W przeszłości istniało tu też Schronisko pod Wielkim Połomem. 
Obiekt wybudowano w 1924, ale z czasem wieża przestała pełnić dedykowaną sobie funkcję. Na przełomie XX i XXI wieku służyła jako pomieszczenie do trzymania zwierząt domowych i była w złym stanie technicznym. W 2011 przeszła gruntowną przebudowę przy wsparciu finansowym Regionalnego Programu Operacyjnego Morawy-Śląsk. Projekt renowacji opracował Jan Havlíček. Wieżę ponownie udostępniono turystom 23 listopada 2011.

## Panorama i ekspozycja
Z wieży rozciąga się widok na okoliczne grzbiety i doliny Beskidu Morawsko-Śląskiego. Wewnątrz umieszczono niewielką ekspozycję turystyczną, przede wszystkim plakaty przyrodnicze i krajobrazowe na temat Beskidów. Powstała one we współpracy z grafikiem Ivo Sumecem, przy wsparciu finansowym Programu Pielęgnacji Krajobrazu czeskiego Ministerstwa Środowiska.

## Turystyka
Wieża jest dostępna dla zwiedzających bezpłatnie przez cały rok (zimą w skróconych godzinach). Godziny te mogą być ograniczane ze względu na bieżące warunki pogodowe i widokowe.
Do obiektu prowadzi  czerwony szlak pieszy z Mostów koło Jabłonkowa na Wielki Połom. W pobliżu przebiega też szlak rowerowy nr 6084.